# Reuterhaus (Wismar)

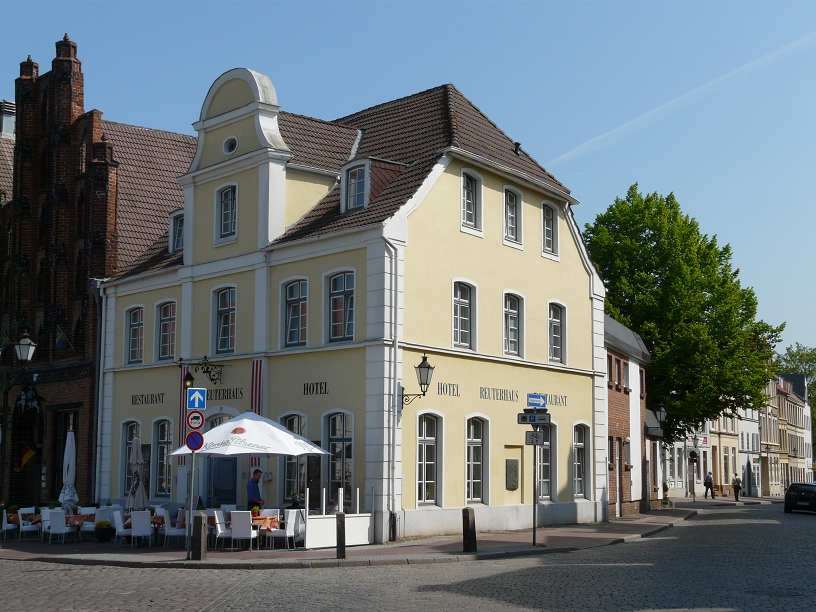
Reuterhaus 2010

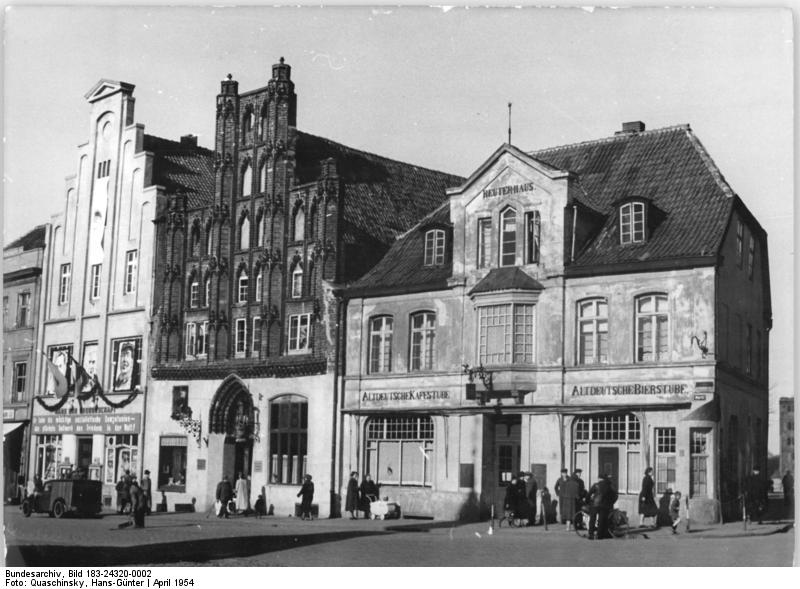
Reuterhaus 1954

Das Reuterhaus in Wismar, Am Markt 19 gegenüber der Wasserkunst steht unter Denkmalschutz.

## Geschichte
Das zweigeschossige Gebäude der St. Marien-Gemeinde war ursprünglich ähnlich wie das Haus der Alte Schwede ein Doppelhaus mit zwei Wohnungen unter einem Giebel.  Nach einem Brand von 1712 fand ein spätbarocker Wiederaufbau statt mit einem Krüppelwalmdach und  dem ehemaligen Erker. Hier richtete  1850 der mecklenburgische Verleger Dethloff Carl Hinstorff seine erste Verlagsbuchhandlung ein. 1858 oder 1859 unterschrieb hier der Schriftsteller und Dichter Fritz Reuter seinen ersten Verlagsvertrag über die Herausgabe der plattdeutschen Erzählungen Läuschen un Rimels (Erlauschtes und Gereimtes). Reuter wohnte danach öfters in dem Haus, u. a. 1865. Bis 1881 erschienen aus dem Wismarer Verlagshaus eine halbe Million Exemplare der Werke von Reuter. 1910 verkaufte der Verlegersohn das Haus und ab 1911 war hier eine Altdeutsche Gaststätte mit dem Namen Reuterhaus.
Das Haus wurde im Zweiten Weltkrieg nicht zerstört. Der Gastwirt Hermann Berner  war auch 1953 durch die Aktion Rose der DDR betroffen; die Gastwirtschaft wurde verstaatlicht. Es verfiel danach und musste 1988 komplett abgetragen werden. Danach erfolgte eine äußerlich nahezu unveränderte Rekonstruktion. Die Plastik an der Giebelseite vom Bildhauer Rainer Kessel zeigt den Verleger Hinstorff mit dem Dichter Reuter.

Das Reuterhaus ist Teil des zum UNESCO-Weltkulturerbe gehörenden Marktensembles. Es beherbergt heute ein kleines Hotel mit Gaststätte.